# Castillo de Trachselwald
El castillo de Trachselwald (en alemán: Schloss Trachselwald ) es un castillo en el municipio de Trachselwald en el cantón de Berna, Suiza. Es un sitio del patrimonio suizo de importancia nacional .

## Historia
El nombre de los gobernantes del castillo se menciona por primera vez en 1131. El castillo en sí puede datar del siglo X, pero es más probable que sea del siglo XI o XII. Al principio perteneció a los barones de Trachselwald, luego a los de Rüti bei Lyssach y después a los de Sumiswald. Los barones de Sumiswald vendieron el castillo y las tierras circundantes a la ciudad de Berna. 
El castillo fue reconstruido o ampliado varias veces. Sus partes más antiguas son la torre del homenaje, que fue construida en toba, y la mitad del edificio principal. Estas partes del castillo fueron construidas en la segunda mitad del siglo XII. La torre de la escalera probablemente fue construida por un maestro artesano de Prismell en 1641.
Durante la guerra campesina suiza de 1653, el líder campesino Niklaus Leuenberger, que fue arrestado el 19 de junio de 1653, fue retenido en el castillo de Trachselwald hasta que fue llevado a Berna, donde fue ejecutado el 27 de agosto.
El castillo fue saqueado durante la invasión francesa de 1798, pero no fue quemado. Se convirtió en el centro de administración del distrito de Trachselwald .
El castillo de Trachselwald se convirtió en una prisión donde estaban recluidos los menonitas, algunos de los cuales fueron ejecutados por sus creencias, que diferían de las de los protestantes reformados gobernantes. En 2021 se inauguró una exposición en la prisión del castillo que documenta la opresión de los menonitas en la región.

## Sitio del castillo
El primer castillo consistía en un torreón cuadrado de unos 10 m de lado. Los muros tenían un grosor de hasta 2,7 m. La torre del homenaje y los muros exteriores son de piedra toba cortada en bloques toscamente cuadrados, lo que indica una construcción anterior a 1200. La datación dendrocronológica de las vigas indica que son de 1251 a 1253. Junto con la torre del homenaje, parte del edificio principal se añadió durante el primer periodo de construcción. La torre del homenaje original estaba probablemente rodeada por un muro de circunvalación elíptico.
En el siglo XIV, el torreón original de dos pisos se duplicó en altura. En el siglo XVI o XVII se añadieron al castillo palas, mazmorras y otras edificaciones.  Las nuevas adiciones se construyeron en un estilo románico, que incluía ventanas más grandes y paredes más delgadas. Se añadió una torre de escaleras en 1641 y se construyó un granero en 1683. Las palas fueron renovadas durante los siglos XVII y XVIII a su apariencia actual. En 1751 se construyó una nueva puerta de entrada más decorativa junto con un jardín francés.